# 諾曼·羅伯特·普森
諾曼·羅伯特·普森 (Norman Robert Pogson，1829年3月23日—1891年6月23日)，出生於英國諾丁漢，天文學家。
他在18歲的時候，己計算出兩顆彗星的軌道。1851年，他在牛津的Radcliffe天文台擔任助手，1860年，他前往印度馬德拉斯出任官方天文學家。在馬德拉斯天文台，他編製了包括11,015顆恆星的Madras星表。此外，他在這段期間亦發現了5顆小行星及6顆變星。
普森最廣為人知的貢獻，便是將星等這個概念數學化。星等最先由古希臘天文學家喜帕恰斯提出，他將全天的恆星由亮至暗分為1等至6等。普森則將1等星定義為比6等星亮100，即每暗一星等，光度減少100^(1/5)，即2.512倍，後人將此比例稱為“普森比例”。
計算星等的方程式如下：
{\displaystyle m_{2}-m_{1}=-2.5\log _{10}(E_{2}/E_{1})}
m為恆星的星等；E為恆星的光亮度（天文学中光亮度概念相当于光辐射度学中的光照度概念，单位：勒克斯）
1868年及1871年，他參加了印度的日食觀測隊。
在他的天文生涯中，一共發現了8顆小行星及21顆變星。他出任馬德拉斯天文台共30年，直至去世。

## 榮譽
以下的物體皆以他來命名:
- 小行星1830Pogson
- 月球上的一個環形山